# Индекс экологической эффективности
Индекс экологической эффективности (EPI от англ. Environmental Performance Index) — это метод количественной оценки и сравнительного анализа показателей экологической политики государств мира. EPI ранжирует страны по результативности в нескольких категориях, которые объединяются в две группы: жизнеспособность экосистемы и экологическое здоровье. Публикуется раз в два года.

## История
Центр экологической политики и права при Йельском университете (Yale Center for Environmental Law and Policy) совместно с Колумбийским университетом и Всемирным экономическим форумом разрабатывал международные индексы экологической устойчивости более десятилетия. В 2000 году совместными усилиями был опубликован предшественник EPI — Индекс экологической устойчивости. В то время правительства по всему миру пытались скорректировать свои политические курсы с учётом концепции устойчивого развития. Декларация тысячелетия, принятая ранее в 2000 году, сформулировала всеобъемлющее видение улучшения качества жизни в развивающихся странах. Хотя одной из целей декларации названа экологическая устойчивость, не указано ни одного количественного показателя, к которому следует стремиться. Индекс экологической устойчивости пытался заполнить этот пробел.
Индекс экологической устойчивости был первой попыткой оценить страны по нескольким критериям экологической устойчивости, в том числе запасам природных ресурсов, уровню загрязнения в прошлом и настоящем, мерам защиты окружающей среды. Однако слишком большое количество оценивающих показателей и нечёткое определение экологической устойчивости не позволили индексу экологической устойчивости стать прагматическим инструментом для определения приоритетов в политике. Учитывая это, команда из Йельского и Колумбийского университетов в 2006 году разработала индекс экологической эффективности, в котором прекратились попытки измерить устойчивость, а вместо этого оценивается эффективность. EPI сосредотачивается на текущей политике и её последствиях. Отчёты выходили каждые два года (в 2008, 2010, 2012, 2014, 2016).

## Методология
Методология индекса была разработана так, чтобы государства могли сравнивать собственные успехи и недостатки с другими странами. Сравнение производилось по 16 показателям (в индексе экологической устойчивости было 76) из шести категорий политики, объединённых в две всеобъемлющие экологические группы: 1) снижение нагрузки окружающей среды на здоровье человека; 2) обеспечение жизнеспособности экосистем и разумного использования природных ресурсов. EPI эволюционирует с каждым новым отчётом. И в 2008, и в 2010 году способы расчёта индекса претерпевали изменения. Поэтому между рейтингами нет прямой корреляции, нельзя отследить изменения в состоянии окружающей среды во времени. Вместе с отчётом 2012 года был опубликован тенденционный индекс экологической эффективности. Он ранжирует страны по их экологическим достижениям за последнее десятилетие. Тенденционный EPI показывает, в каких странах улучшается экологическая обстановка с течением времени, а в каких ухудшается.
Отчёт 2012, как и предыдущие, базируется на двух больших группах показателей: жизнеспособности экосистемы (управление природными ресурсами) и экологическом здоровье, оценивающем влияние окружающей среды на здоровье человека. В этих группах распределены десять направлений или политических категорий, приведённых в таблице. Каждая политическая категория состоит из одного или нескольких индикаторов (в отчёте 2012 года их 22). Все критерии оценивания могут быть представлены таблицей. В скобках указан относительный вес (вклад) показателя в итоговом результате.
| Группа                 | Экологическое здоровье (30 %)                                                        |                                                   |                                               |
| Политические категории | Экологическом здоровье (15 %)                                                        | Загрязнение воздуха, влияющее на здоровье (7,5 %) | Вода (эффект на здоровье человека) (7,5 %)    |
| Индикаторы             | 1. Детская смертность (15 %)                                                         | 2. Твёрдые частицы (3,75 %)                       | 4. Доступ к санитарии (3,75 %)                |
|                        |                                                                                      | 3. Загрязнение воздуха в помещениях (3,75 %)      | 5. Доступ к питьевой воде (3,75 %)            |
| Группа                 | Жизнеспособности экосистемы (70 %)                                                   |                                                   |                                               |
| Политические категории | Воздух (эффект на экосистему) (8,75 %)                                               | Водные ресурсы (эффект на экосистему) (8,75 %)    | Биоразнообразие (17,5 %)                      |
| Индикаторы             | 6. SO2 на душу населения (4,38 %)                                                    | 8. Изменение качества воды (8,75 %)               | 9. Охрана среды обитания (4,38 %)             |
|                        | 7. Отношение SO2 к ВВП (4,38 %)                                                      |                                                   | 10. Защита биома (8,75 %)                     |
|                        |                                                                                      |                                                   | 11. Морские охраняемые районы (4,38 %)        |
| Политические категории | Сельское хозяйство (5,83 %)                                                          | Лес (5,83 %)                                      | Рыбная ловля (5,83 %)                         |
| Индикаторы             | 12. Сельскохозяйственные субсидии (3,89 %)                                           | 14. Запас леса на корню (1,94 %)                  | 17. Рыболовство на прибрежном шельфе (2,92 %) |
|                        | 13. Регулирование пестицидов (1,94 %)                                                | 15. Изменение площади лесов (1,94 %)              | 18. Эксплуатация рыбных ресурсов (2,92 %)     |
|                        |                                                                                      | 16. Потеря лесного покрова (1,94 %)               |                                               |
| Политическая категория | Изменение климата и энергетика (17,5 %)                                              |                                                   |                                               |
| Индикаторы             | 19. CO2 на душу населения (6,13 %)                                                   |                                                   |                                               |
|                        | 20. Отношение CO2 к ВВП (6,13 %)                                                     |                                                   |                                               |
|                        | 21. Количество CO2 на киловатт-час (2,63 %)                                          |                                                   |                                               |
|                        | 22. Процент возобновляемого электричества в общем выработанном электричестве(2,63 %) |                                                   |                                               |

По каждому индикатору страна получает баллы. Количество баллов зависит от позиции государства в пределах диапазона, задаваемого худшей по этому индикатору страной (относительный ноль на стобалльной шкале) и желаемой целью (эквивалент ста баллов). Желаемая цель может устанавливаться на основе международных договоров; стандартов, определённых международными организациями; профессионального заключения, отражающего научный консенсус, или других источников.
В 2014 году использовались 20 показателей, распределенных в девяти «политических категориях». Категории объединены в две большие группы: жизнеспособность экосистемы (управление природными ресурсами) и экологическое здоровье, оценивающее влияние окружающей среды на здоровье человека.
| Группа                 | Экологическое здоровье                                      |                                                                  |                                      |
| Политические категории | Влияние на здоровье человека                                | Загрязнение воздуха, влияющее на здоровье                        | Вода и санитария                     |
| Индикаторы             | 1. Детская смертность                                       | 2. Среднее количество твёрдых частиц (ТЧ 2,5)                    | 5. Доступ к санитарии                |
|                        |                                                             | 3. Процент населения, подверженный воздействию повышенных ТЧ 2,5 | 6. Доступ к питьевой воде            |
|                        |                                                             | 4. Загрязнение воздуха в помещениях                              |                                      |
| Группа                 | Жизнеспособности экосистемы                                 |                                                                  |                                      |
| Политические категории | Изменение климата и энергетика                              | Водные ресурсы (эффект на экосистему)                            | Биоразнообразие                      |
| Индикаторы             | 7. Тенденция углеродоёмкости                                | 10. Очистка сточных вод                                          | 11. Охрана среды обитания            |
|                        | 8. Изменение тенденции углеродоёмкости                      |                                                                  | 12. Защита национального биома       |
|                        | 9. Тенденция отношения выбросов диоксида углерода к кВт⋅ч   |                                                                  | 13. Защита международного биома      |
|                        |                                                             |                                                                  | 14. Морские охраняемые районы        |
| Политические категории | Сельское хозяйство                                          | Лес                                                              | Рыбная ловля                         |
| Индикаторы             | 15. Сельскохозяйственные субсидии                           | 17. Изменение площади лесов                                      | 18. Рыболовство на прибрежном шельфе |
|                        | 16. Законодательство, регулирующее использование пестицидов |                                                                  | 19. Эксплуатация рыбных ресурсов     |

В 2014 году авторы включили в доклад самое большое количество стран за всё время существования индекса (178 против 132 в 2012 году). Был добавлен новый индикатор, оценивающий эффективность водоочистки в стране. Климатические индикаторы в 2014 году основываются на успехах стран в уменьшении выбросов. Однако цели по этим показателям разнятся в зависимости от экономического развития оцениваемого государства. Для богатых государств (ВВП на душу населения больше 12 616 долларов) балл в этой категории рассчитывается так, что он зависит в основном от тенденции углеродоёмкости (увеличивают вес этого показателя). Этот показатель характеризует снижение выбросов газов на единицу ВВП с 2000 до 2010. Страны с ВВП между 1 036 и 12 615 долларов на душу населения(«развивающиеся страны») оцениваются в основном по индикатору «Изменение тенденции углеродоёмкости», характеризующему замедление увеличения выбросов газов (насколько страны с развивающимися экономиками замедлили увеличение выбросов за последние годы). Наименее развитые государства не учитываются в категории «Изменение климата и энергетика» вследствие незначительных выбросов таких стран.

## Отчёты

### 2016 года
23 января на Всемирном экономическом форуме был опубликован доклад 2016 года. В доклад включены 180 стран, показатели которых, как и ранее, рассчитываются в двух больших группах: экологическое здоровье (защита здоровья людей от неблагоприятных факторов окружающей среды, вызванных деятельностью человека) и жизнеспособность экосистем (защита экосистем и использование ресурсов). Эти две задачи разделены на девять категорий, которые охватывают приоритетные вопросы экологической политики, такие как сельское хозяйство, качество воздуха, биоразнообразие, климат и энергетика, леса, рыбные запасы, влияние на здоровье (комплексная оценка опасности для здоровья человека, исходящей от пяти факторов риска: небезопасной воды, плохой санитарии, загрязнения окружающего воздуха твердыми частицами, загрязнения воздуха в бытовых условиях твердыми топливами, и загрязнения озоном атмосферы), водные ресурсы, вода и санитария. Эти 9 категорий объединяют 19 показателей, рассчитываемых из данных по каждой стране.
Наиболее эффективную политику в области окружающей среды согласно результатам исследования проводит Финляндия. Наибольших успехов страна достигла в категориях «Влияние на здоровье», «Вода и санитария», и «Биоразнообразие». Наименее эффективными в отчёте 2016 года стали страны, страдающие от конфликтов и серьёзных политических проблем: Сомали, Эритрея и Мадагаскар.
| - Финляндия 90,68 - Исландия 90,51 - Швеция 90,43 - Дания 89,21 - Словения 88,98 - Испания 88,91 - Португалия 88,63 - Эстония 88,59 - Мальта 88,48 - Франция 88,20 | Демократическая Республика Конго 42,05 - Мозамбик 41,82 - Бангладеш 41,77 - Мали 41,48 - Чад 37,83 - Афганистан 37,50 - Нигер 37,48 - Мадагаскар 37,10 - Эритрея 36,73 - Сомали 27,66 |

Места США, РФ и стран-членов ЕС, не попавших в первую десятку.

| Место | Страна         | Балл  |
| ----- | -------------- | ----- |
| 12    | Великобритания | 87,38 |
| 15    | Хорватия       | 86,98 |
| 18    | Австрия        | 86,64 |
| 19    | Ирландия       | 86,60 |
| 20    | Люксембург     | 86,58 |
| 21    | Греция         | 85,81 |
| 22    | Латвия         | 85,71 |
| 23    | Литва          | 85,49 |
| 24    | Словакия       | 85,42 |
| 26    | США            | 84,72 |
| 27    | Чехия          | 84,67 |

| Место | Страна     | Балл  |
| ----- | ---------- | ----- |
| 28    | Венгрия    | 84,60 |
| 29    | Италия     | 84,48 |
| 30    | Германия   | 84,26 |
| 32    | Россия     | 83,52 |
| 33    | Болгария   | 83,40 |
| 34    | Румыния    | 83,24 |
| 36    | Нидерланды | 82,03 |
| 38    | Польша     | 81,26 |
| 40    | Кипр       | 80,24 |
| 41    | Бельгия    | 80,15 |

В индексе 2016 года есть возможность сравнивать изменения показателей («Исторический EPI»). Используя данные десятилетней давности и применяя методику расчёта индекса 2016 года, авторы доклада находят изменения всех показателей с течением времени. Лидером в «Историческом EPI» стали Коморы (улучшение на 48,78 %, 158 место в рейтинге), Кувейт (45,26 %, 113 место). Сильнее всего ситуация ухудшилась в Суринаме (-2,20 %, 96 место) и Сингапуре (-0,43 %, 14 место). Россия улучшила экологическую эффективность на 24,34 %, США на 10,93 %, Финляндия на 3,19 %.

### 2014 года
Доклад был опубликован на Давосском форуме 25 января 2014 года. В расчёте индекса произошли изменения по сравнению с докладом 2012 года. Группы, на которых базируется отчёт, остались прежними: экологическое здоровье и жизнеспособность экосистемы. Количество политических категорий сокращено до 9. Убрана категория «Воздух (эффект на экосистему)». Индикаторов осталось 20, был изменён их относительный вес в конечном результате. В целом вес обеих групп принят одинаковым. В категории «Изменение климата и энергетика» появились новые показатели, учитывающие экономическое развитие оцениваемой страны. В рейтинг вошли 178 стран, что больше, чем в каком-либо предыдущем отчёте индекса.
Первое место, набрав 87,67 балла, заняла Швейцарская конфедерация. Наибольших успехов страна достигла в категориях «Биоразнообразие», «Экологическое здоровье» и «Вода и санитария». Также она получила высокую оценку по Водным ресурсам (эффект на экосистему). Примечательно присутствие в первой пятёрке Сингапура, показывающее что преимущественно городские страны могут добиться успехов в защите окружающей среды. Наименее эффективными в отчёте 2014 года стали страны с политическими и экономическими проблемами.
| - Швейцария 87,67 - Люксембург 83,29 - Австралия 82,4 - Сингапур 81,78 - Чехия 81,47 - Германия 80,47 - Испания 79,79 - Австрия 78,32 - Швеция 78,09 - Норвегия 78,05 | Бангладеш 25,61 - Демократическая Республика Конго 25,01 - Судан 24,64 - Либерия 23,95 - Сьерра-Леоне 21,74 - Афганистан 21,57 - Лесото 20,81 - Гаити 19,01 - Мали 18,43 - Сомали 15,47 |

Места США, РФ и стран-членов ЕС, не попавших в первую десятку.

| Место | Страна         | Балл  |
| ----- | -------------- | ----- |
| 11    | Нидерланды     | 77,75 |
| 12    | Великобритания | 77,35 |
| 13    | Дания          | 76,92 |
| 15    | Словения       | 76,43 |
| 17    | Португалия     | 75,8  |
| 18    | Финляндия      | 75,72 |
| 19    | Ирландия       | 74,67 |
| 20    | Эстония        | 74,66 |
| 21    | Словакия       | 74,45 |
| 22    | Италия         | 74,36 |
| 23    | Греция         | 73,28 |
| 27    | Франция        | 71,05 |

| Место | Страна   | Балл  |
| ----- | -------- | ----- |
| 28    | Венгрия  | 70,28 |
| 30    | Польша   | 69,53 |
| 33    | США      | 67,52 |
| 34    | Мальта   | 67,42 |
| 36    | Бельгия  | 66,61 |
| 38    | Кипр     | 66,23 |
| 40    | Латвия   | 64,05 |
| 41    | Болгария | 64,01 |
| 45    | Хорватия | 62,23 |
| 49    | Литва    | 61,26 |
| 73    | Россия   | 53,45 |
| 86    | Румыния  | 50,52 |

В индексе 2014 года появилась возможность сравнивать изменения показателей («Исторический EPI»). Используя данные десятилетней давности и применяя методику расчёта индекса 2014 года, авторы доклада находят изменения всех показателей с течением времени. В прошлом в докладах индекса специально отмечалось, что методика не позволяет связать изменение места страны с улучшением или ухудшением окружающей среды. Впервые EPI предоставляет возможность сравнивать текущую эффективность с прошедшей.
Лидером в «Историческом EPI» стал Нигер (улучшение на 45,88 %, 142 место в рейтинге), Тимор-Лесте (45,37 %, 132 место). Сильнее всего ситуация ухудшилась в Бахрейне (-4,09 %, 82 место) и Катаре (-1,33 %, 44 место). Россия улучшила экологическую эффективность на 4,21 %, США на 2,23 %, Швейцария на 0,8 %, Сингапур на 0,94 %.

### 2012 года
Официальная публикация доклада состоялась 25 января 2012 года на Всемирном экономическом форуме. В рейтинг вошли 132 страны. Кроме обычного рейтинга EPI, был впервые представлен тенденционный EPI, показывающий, в каких странах улучшается экологическая обстановка с течением времени, а в каких ухудшается (Проследить это по обычным отчётам невозможно из-за частых изменений в методике расчёта).
Первое место, набрав 76,69 балла, заняла Швейцарская конфедерация. Наибольших успехов страна достигла в борьбе с загрязнением воздуха. Также она получила высокие оценки по доступу к питьевой воде и защите биоразнообразия. В первую пятёрку входят Латвия и Коста-Рика. Это показывает, что небогатые страны могут достичь впечатляющих успехов в области охраны окружающей среды и что не только уровень дохода определяет экологическую эффективность государства.
В тенденционном индексе первое место занимает Латвия, за ней следуют Азербайджан и Румыния. Последние места остались за Саудовской Аравией, Кувейтом и Россией. Крупные проблемы России — чрезмерное рыболовство и потеря лесного покрова. За последние 10 лет страна ухудшила почти все показатели, кроме выбросов диоксида серы, где наблюдается небольшое уменьшение.
Для стран, занимающих одни из высших строчек в рейтинге EPI, тенденционный EPI может оказаться не вполне приемлем, так как у таких государств остаётся всё меньше возможностей для улучшения. Так, Исландия, занимающая 13 место в EPI, получила только 64 место в тенденционном рейтинге.
Ниже представлен список стран, занимающих высшие и низшие позиции в индексе экологической эффективности.
| - Швейцария 76,69 - Латвия 70,37 - Норвегия 69,92 - Люксембург 69,2 - Коста-Рика 69,03 - Франция 69 - Австрия 68,92 - Италия 68,9 - Великобритания 68,82 - Швеция 68.82 | Ливия 37,68 - Босния и Герцеговина 36,76 - Индия 36,23 - Кувейт 35,54 - Йемен 35,49 - ЮАР 34,55 - Казахстан 32,94 - Узбекистан 32,24 - Туркменистан 31,75 - Ирак 25,32 |

Места США, РФ и стран-членов ЕС, не попавших в первую десятку.

| Место | Страна     | Балл  |
| ----- | ---------- | ----- |
| 11    | Германия   | 66,91 |
| 12    | Словакия   | 66,62 |
| 16    | Нидерланды | 65,65 |
| 17    | Литва      | 65,5  |
| 18    | Чехия      | 64,79 |
| 19    | Финляндия  | 64,44 |
| 20    | Хорватия   | 64,16 |
| 21    | Дания      | 63,61 |
| 22    | Польша     | 63,47 |
| 24    | Бельгия    | 63,02 |
| 28    | Словения   | 62,25 |

| Место | Страна     | Балл  |
| ----- | ---------- | ----- |
| 32    | Испания    | 60,31 |
| 33    | Греция     | 60,04 |
| 36    | Ирландия   | 58,69 |
| 41    | Португалия | 57,64 |
| 44    | Кипр       | 57,15 |
| 45    | Венгрия    | 57,12 |
| 49    | США        | 56,59 |
| 53    | Болгария   | 56,28 |
| 54    | Эстония    | 56,09 |
| 88    | Румыния    | 48,34 |
| 106   | Россия     | 45,43 |

Страны, чья экологическая эффективность за 10 лет сильнее всего улучшилась и ухудшилась согласно тенденционному индексу.
| - Латвия 18 - Азербайджан 17,8 - Румыния 16,94 - Албания 16,8 - Египет 16,31 - Ангола 15,64 - Словакия 14,45 - Ирландия 13,75 - Бельгия 12,36 - Таиланд 12,06 | Туркменистан −2,4 - ЮАР −2,65 - Ирак −2,66 - Казахстан −3,05 - Кыргызстан −3,3 - Эстония −3,88 - Босния и Герцеговина −4,69 - Саудовская Аравия −6,52 - Кувейт −7,44 - Россия −12,82 |

### 2010 года
28 января 2010 года на Давосском форуме был опубликован очередной отчёт индекса экологической эффективности, в который вошли 163 страны. На первую строчку вышла Исландия благодаря высоким оценкам по экологическому здоровью, контролю за выбросами газов и тому, что всю энергию страна получает из возобновляемых источников. США упали на 61 позицию с 39 места в 2008 году. Бразилия стала 62, Россия — 69, КНР — 121, Индия — 123.

| - Исландия 93,5 - Швейцария 89,1 - Коста-Рика 86,4 - Швеция 86,0 - Норвегия 81,1 - Маврикий 80,6 - Франция 78,2 - Австрия 78,1 - Куба 78,1 - Колумбия 76,8 | Бенин 39,6 - Гаити 39,5 - Мали 39,4 - Туркменистан 38,4 - Нигер 37,6 - Того 36,4 - Ангола 36,3 - Мавритания 33,7 - ЦАР 33,3 - Сьерра-Леоне 32,1 |

Места США, РФ и стран-членов ЕС, не попавших в первую десятку..

| Место | Страна         | Балл |
| ----- | -------------- | ---- |
| 11    | Мальта         | 76,3 |
| 12    | Финляндия      | 74,7 |
| 13    | Словакия       | 74,5 |
| 14    | Великобритания | 74,2 |
| 17    | Германия       | 73,2 |
| 18    | Италия         | 73,1 |
| 19    | Португалия     | 73,0 |
| 21    | Латвия         | 72,5 |
| 22    | Чехия          | 71,6 |
| 25    | Испания        | 70,6 |
| 32    | Дания          | 69,2 |
| 33    | Венгрия        | 69,1 |
| 35    | Хорватия       | 68,7 |

| Место | Страна     | Балл |
| ----- | ---------- | ---- |
| 37    | Литва      | 68,3 |
| 41    | Люксембург | 67,8 |
| 44    | Ирландия   | 67,1 |
| 45    | Румыния    | 67   |
| 47    | Нидерланды | 66,4 |
| 55    | Словения   | 65   |
| 57    | Эстония    | 63,8 |
| 61    | США        | 63,5 |
| 63    | Польша     | 63,1 |
| 65    | Болгария   | 62,5 |
| 69    | Россия     | 61,2 |
| 71    | Греция     | 60,9 |
| 96    | Кипр       | 56,3 |

### 2008 года
Рейтинг, выпущенный 23 января 2008 года, возглавила Швейцария, став первой из 149 стран. Первые четыре строчки в индексе заняли страны Европы, тогда как последние пять — государства Африки. США оказались позади всех индустриальных государств. Хотя у этой страны были высокие оценки по большому количеству индикаторов, слабые показатели по выбросам газов и загрязнению воздуха утянули США вниз.
| - Швейцария 95,5 - Норвегия 93,1 - Швеция 93,1 - Финляндия 91,4 - Коста-Рика 90,5 - Австрия 89,4 - Новая Зеландия 88,9 - Латвия 88,8 - Колумбия 88,3 - Франция 87,8 | Гвинея-Бисау 49,7 - Йемен 49,7 - Демократическая Республика Конго 47,3 - Чад 45,9 - Буркина-Фасо 44,3 - Мали 44,3 - Мавритания 44,2 - Сьерра-Леоне 40 - Ангола 39,5 - Нигер 39,1 |

Места США, РФ и стран-членов ЕС, не попавших в первую десятку..

| Место | Страна         | Балл |
| ----- | -------------- | ---- |
| 13    | Германия       | 86,3 |
| 14    | Великобритания | 86,3 |
| 15    | Словения       | 86,3 |
| 16    | Литва          | 86,2 |
| 17    | Словакия       | 86   |
| 18    | Португалия     | 85,8 |
| 19    | Эстония        | 85,2 |
| 20    | Хорватия       | 84,6 |
| 23    | Венгрия        | 84,2 |
| 24    | Италия         | 84,2 |
| 25    | Дания          | 84   |
| 28    | Россия         | 83,9 |

| Место | Страна     | Балл |
| ----- | ---------- | ---- |
| 30    | Испания    | 83,1 |
| 31    | Люксембург | 83,1 |
| 34    | Ирландия   | 82,7 |
| 39    | США        | 81   |
| 42    | Польша     | 80,5 |
| 44    | Греция     | 80,2 |
| 52    | Кипр       | 79,2 |
| 55    | Нидерланды | 78,7 |
| 56    | Болгария   | 78,5 |
| 57    | Бельгия    | 78,4 |
| 68    | Чехия      | 76,8 |
| 83    | Румыния    | 71,9 |

### 2006 года
22 января 2006 года Йельский (Yale Center for Environmental Law and Policy) и Колумбийский университеты совместно с Объединенным исследовательским центром Европейской комиссии опубликовали первый отчёт индекса экологической эффективности, который оценивал эффективность политики в области окружающей среды в 133 государствах мира. Шесть стран, начиная с Новой Зеландии и заканчивая пятью из Европы, смогли достичь 85 или более баллов из ста благодаря низким выбросам парниковых газов и разумному использованию рыбных ресурсов.

| - Новая Зеландия 88,0 - Швеция 87,8 - Финляндия 87,0 - Чехия 86,0 - Великобритания 85,6 - Австрия 85,2 - Дания 84,2 - Канада 84,0 - Малайзия 83,3 - Ирландия 83,3 | Судан 44 - Бангладеш 43,5 - Буркина-Фасо 43,2 - Пакистан 41,1 - Ангола 39,3 - Эфиопия 36,7 - Мали 33,9 - Мавритания 32 - Чад 30,5 - Нигер 25,7 |

Места США, РФ и стран-членов ЕС, не попавших в первую десятку.

| Место | Страна     | Балл |
| ----- | ---------- | ---- |
| 11    | Португалия | 82,9 |
| 12    | Франция    | 82,5 |
| 18    | Норвегия   | 80,2 |
| 19    | Греция     | 80,2 |
| 21    | Италия     | 79,8 |
| 22    | Германия   | 79,4 |
| 23    | Испания    | 79,2 |
| 25    | Словакия   | 79,1 |
| 27    | Нидерланды | 78,7 |

| Место | Страна   | Балл |
| ----- | -------- | ---- |
| 28    | США      | 78,5 |
| 29    | Кипр     | 78,4 |
| 31    | Словения | 77,5 |
| 32    | Россия   | 77,5 |
| 33    | Венгрия  | 77   |
| 38    | Польша   | 76,2 |
| 39    | Бельгия  | 75,9 |
| 50    | Болгария | 72   |
| 90    | Румыния  | 56,9 |